# زنان در پانک راک

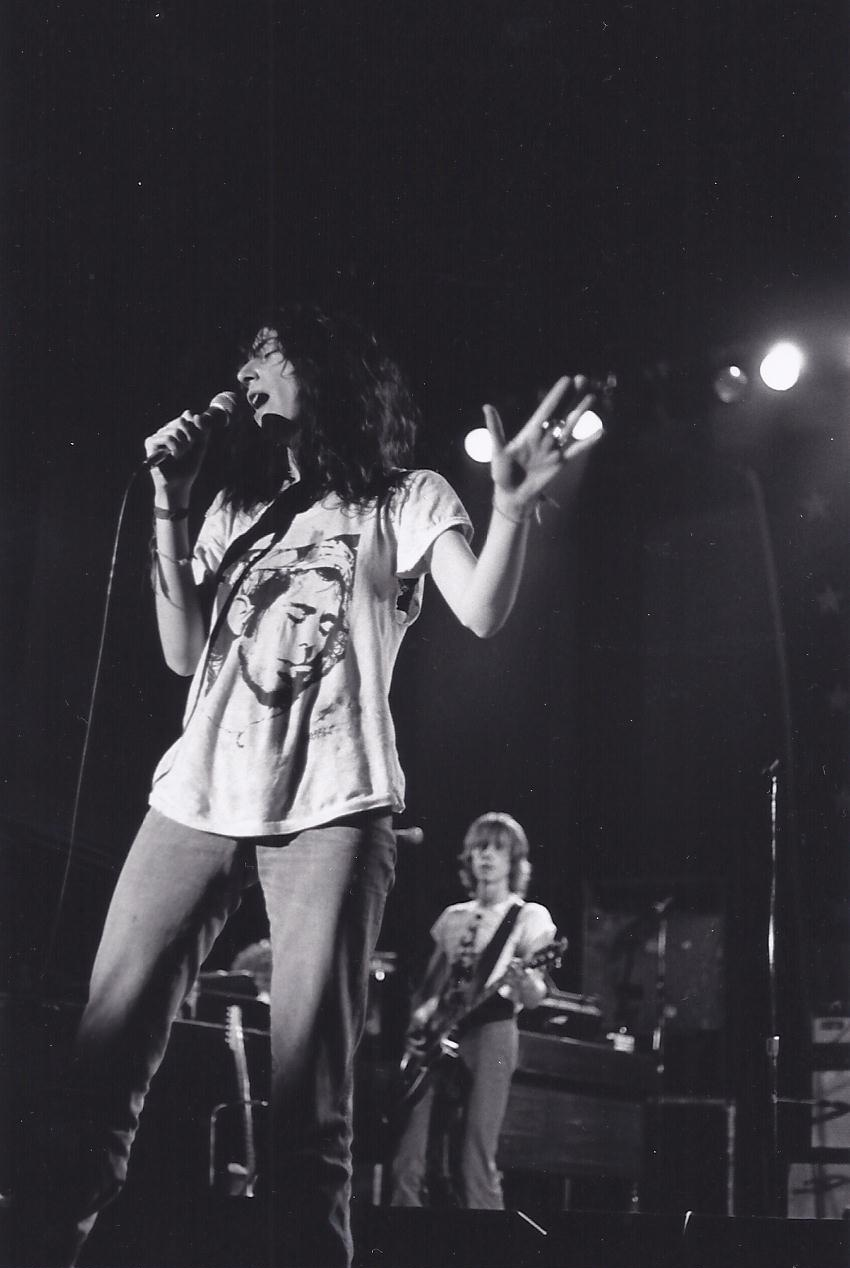
پتی اسمیت

زنان از زمان تأسیس پانک راک در دهه ۱۹۷۰ سهم قابل توجهی در موسیقی‌اش و خرده‌فرهنگ پانک داشته‌اند. برخلاف موسیقی راک و عرصه‌های هوی متال دهه ۱۹۷۰ که مرد محور بودند، بی‌دولتی و ذهنیت ضد فرهنگی عرصه پانک در اواسط و اواخر دهه ۱۹۷۰، زنان را به مشارکت در این عرصه تشویق می‌کرد. این مشارکت در آن زمان در پیشرفت تاریخی موسیقی پانک به ویژه در ایالات متحده و پادشاهی متحده نقش بسیاری داشت و همچنان بر نسل‌های بعدی تأثیر می‌گذارد و آنها را قادر می‌سازد. زنان به عنوان خواننده‌های اصلی، نوازنده‌ها، بند کاملاً زنانه، مج، همکاری و طراحی مد در عرصهٔ پانک شرکت کرده‌اند.
هلن ردینگتون، مورخ راک، نوشت که تصویر مشهور زنان نوازنده جوان پانک که به جنبه‌های مد صحنه (جوراب‌های فیش‌نت، موهای تند و تیز و غیره) متمرکز است، تفکر قالبی است. وی اظهار داشت که بسیاری از زنان پانک، اگر نه همه، بیشتر به ایدئولوژی پانک و پیامدهای سیاسی-اجتماعی‌اش علاقه داشتند، نه به مد. کارولین کوون، مورخ موسیقی ادعا می‌کند که قبل از پانک، زنان در موسیقی راک عملاً نامرئی بودند. در مقابل، در پانک، او استدلال می‌کند، «نوشتن کل تاریخ موسیقی پانک بدون ذکر هیچ گروه موسیقی مردی ممکن است - و من فکر می‌کنم بسیاری از مردم این موضوع را بسیار تعجب آور می‌دانند.»